# 삼각자

삼각자

삼각자(三角-)는 공학 및 제도에 사용되는 물체로, 직각 또는 기타 특정한 평면각의 직선자를 기준선에 제공하는 것이 목적이다.
가장 단순한 형태의 삼각자는 삼각형의 투명한 플라스틱(과거에는 윤이 나는 목재) 조각에 가운데가 제거된 형태이다. 일반적으로 삼각자는 척도 표기와 반원 각도기가 있다. 바깥 모서리는 보통 사면으로 되어 있다. 이 삼각자들은 대개 2가지 형태로 나뉘는데, 둘 다 직각삼각형 형태이다: 하나는 90-45-45도 각도, 다른 하나는 30-60-90도 각도이다. 빗변을 한 곳에 배치시켜 이 두 형태를 합치면 15°와 75°를 만들어낸다. 각도기, 컴퍼스와 함께 꾸러미로 판매되기도 한다.
"Geodreieck"(독일어로 "기하학 트라이앵글"을 뜻함)으로 명명된 이 자는 원래 1964년 독일의 제조업체 Aristo-Instrumente Dennert(현재의 GEOtec Zeichen- und Kunststofftechnik GmbH)에 의해 개발되고 상표화되었다.

## 같이 보기
- 자 (도구)